# Federace Europarc
Federace EUROPARC (anglicky EUROPARC Federation), také známá jako "Federace přírodních a národních parků v Evropě", je nezávislá, nevládní organizace. Chráněné oblasti v Evropě – evropské národní parky, přírodní parky a biosférické rezervace – hrají důležitou roli při ochraně Evropské přírody, původních společenstev a krajiny.
Federace EUROPARC byla založena v roce 1973 v Basileji, později přesunula své sídlo do Grafenau v roce 1986 a později do Řezna v roce 2010. V roce 2011 sdružovala 450 členů v 36 zemích.

## Činnost
Federace EUROPARC má chránit nejvýznamnější a nejdůležitější evropské lokality: relativně nedotčené krajiny, jakož i ty, které byly formovány staletími lidské interakce s přírodou. Pomáhají poskytovat ochranu druhů a ekosystémů, které představují vlastní základ budoucího života. Pomáhají také zachovat přirozenou krásu v Evropě, v její veškeré různorodosti, pro naše poučení a potěšení. Jsou oporou systému života a přežití. Příroda nezná hranice a Federace EUROPARC proto usnadňuje mezinárodní spolupráci ve všech oblastech chráněných území a k dalšímu zlepšení a zachování našeho společného přírodního dědictví. Federace se snaží o výměnu odborných znalostí, zkušeností a osvědčených postupů, jakož i o spolupráci s jinými organizacemi k ochraně hodnot a významu chráněných území v srdci Evropy.
Federace plní své cíle s pomocí sedmi národních a regionálních sekcí a působí prostřednictvím široké škály aktivit. Patří mezi ně:
- the Wild Europe Initiative (Iniciativa Divoká Evropa)
- the European Charter for Sustainable Tourism in Protected Areas (Evropské charty pro udržitelný cestovní ruch v chráněných oblastech)
- the Junior Ranger Programme and the Transboundary Parks certification scheme (Junior Ranger program a certifikace přeshraničních parků)

Federace každý rok uděluje tři stipendia Alfreda Toepfera pro mladé ochránce přírody, a medaili Alfreda Toepfera jednotlivci, který prokáže významnou službu Evropskému chráněnému území. Federace je také zodpovědná za vytvoření a podporu Evropského dne parků každoročně v květnu a svolává každoročně největší konferenci pro osoby působící prakticky v správě chráněných oblastí, každý rok na podzim.

## EUROPARC Česká republika
- Krkonošský národní park
- Národní park Šumava a CHKO Šumava
- Národní park Podyjí
- Národní park České Švýcarsko
- Agentura ochrany přírody a krajiny České republiky
- Univerzita Palackého v Olomouci Přírodovědecká fakulta, Katedra ekologie a životního prostředí

Členové české sekce se každoročně účastní řady seminářů, konferencí a workshopů po celé Evropě včetně výroční konference a zasedání Rady EUROPARC. Při oslavách Evropského dne parku, které se konají vždy 24. května připravují již tradičně všechna velkoplošná chráněná území v ČR pro veřejnost nejrůznější poutavé akce – exkurze, vycházky, dny otevřených dveří, výstavy, koncerty, soutěže, otevírání nových stezek a návštěvnických center apod.
EUROPARC Česká republika společně s Ministerstvem životního prostředí byly členy významného projektu s názvem „PHARE CZ: Implementace České republiky do sítě Natura 2000", který odstartoval ve 4 národních parcích a 11 chráněných krajinných oblastech v březnu roku 2004.
Česká sekce EUROPARC se rovněž zapojila do jednoho ze stěžejních programů federace – Junior Ranger neboli Mladý strážce.
V letech 2006 a 2007 česká sekce organizovala každoroční mezinárodní odborné konference federace EUROPARC, která se na podzim 2007 konala právě v České republice.
V dopise zveřejněném některými médii, podepsaném Erika Stanciu (Prezidentka Federace EUROPARC), Carol Ritchie (Ředitelka kanceláře Federace EUROPARC) Federace Europarc vyjádřila v srpnu 2011 znepokojení nad postupy České republiky v NP Šumava. „Aktuální dění na Šumavě vážně narušuje reputaci a integritu Národního parku Šumava i České republiky jako strážců sdíleného evropského přírodního dědictví.“